# Гут, Алан Харви
А́лан Ха́рви Гут (Гус) (англ. Alan Harvey Guth; род. 27 февраля 1947, Нью-Брансуик, округ Мидлсекс, Нью-Джерси, США) — американский физик и космолог, предложивший идею космической инфляции.

## Краткая биография
Алан Гут родился в Нью-Брансуике, округ Мидлсекс, штат Нью-Джерси, США, в еврейской семье Хаймана Гута и Илэйн Чейтен. Вырос в Хайлэнд-Парк, Нью-Джерси, где экстерном окончил школу, чтобы поступить в Массачусетский технологический институт (МТИ). В МТИ он обучался в 1964—1971 годах, став доктором философии под руководством Фрэнсиса Лоу. Тема его докторской — исследование моделей конфайнмента кварков.
В 1970-е годы Гут занимал постдокторальные позиции в Принстоне, Колумбийском университете, Корнеллском университете и Стэнфордском центре линейных ускорителей SLAC, работая, в основном, над математическими проблемами физики элементарных частиц. В Корнелле Гут познакомился с физиком Генри Таем, который убедил его заняться совместным изучением магнитных монополей в эпоху ранней Вселенной. Эта работа изменила направление его исследований. Вместе они обнаружили, что стандартные предположения в физике элементарных частиц и космологии приводят к фантастически большому числу магнитных монополей. Этот результат был получен немного ранее советскими учёными Я. Б. Зельдовичем и М. Ю. Хлоповым, работавшими тогда в ИПМ им. Келдыша в Москве, а также американским учёным Джоном Прескиллом, работавшим в Гарварде. Гут и Тай начали поиск альтернативных предположений, позволявших избежать проблемы «перепроизводства» магнитных монополей. В результате этих поисков Гут модифицировал теорию Большого взрыва, создав инфляционную модель Вселенной.
В сентябре 1980 года Гут вернулся в МТИ в качестве адъюнкт-профессора. Там он работает по сей день.

## Награды
В 1991 году получил Медаль Оскара Клейна.
В 1996 году получил Медаль Эддингтона.
В 2001 году получил Медаль Бенджамина Франклина.
В 2002 году за разработку инфляционной концепции в космологии Алан Гут вместе с Андреем Линде и Полом Стейнхардтом был отмечен медалью Дирака.
В 2004 году за работу над теорией инфляционной Вселенной он вместе с Андреем Линде был удостоен космологической премии Грубера.
В 2009 году Гут был награждён медалью Ньютона за создание инфляционной модели.
В июле 2012 стал лауреатом премии по фундаментальной физике, учреждённой Юрием Мильнером.
В 2014 году стал лауреатом премии Кавли в области астрофизики.